# Radio Televisión Ceuta
Radio Televisión Ceuta (RTVCE) es la televisión pública municipal de la Ciudad Autónoma de Ceuta. Inició su emisión en el año 2000. Emite en TDT y la Radio Pública de Ceuta (99.0 F.M), creada a finales del año 2005. La cadena se encuentra en la Avenida Alcalde Sánchez Prados nº 3-5, popularmente conocida como Gran Vía.
En julio de 2009 el ente Radio Televisión Ceuta y la Radio Televisión Andaluza firmaron un convenio en virtud del cual RTVCE cede al ente público andaluz uno de los dos canales de TDT con los que cuenta el medio público, para que Canal Sur puede verse en la Ciudad Autónoma. La actual plantilla de RTVCE S.A. la componen casi cuarenta trabajadores, incluyendo todas las áreas de trabajo. La emisora nace en el año 2000. Su primer Director Gerente fue Manuel González Bolorino, iniciando el medio público su andadura en el año 2000. Francisco Blanco Nieto fue el segundo. Le sustituyó en 2002, Daniel Oliva Martín, Director de Antena y Contenidos del ente púbico y a finales de 2003 este fue sustituido por Manuel González Bolorino, quien afrontaría la gerencia por segunda vez. En marzo de 2010 Cristina Díaz Moreno, periodista de la casa, es nombrada Directora Gerente. En 2019 es nombrado Isaac Medina Benasayag. En diciembre de ese mismo año 2019, Antonio Gómez Granados es nombrado Director Gerente del ente público ceutí.
Desde el 4 de noviembre de 2020 empezó a emitir en Alta definición (HD) después del Segundo dividendo digital.
- Director Gerente: José Manuel González Navarro
- Director Financiero: Santiago Cordero del Pozo
- Director Técnico: José Manuel González Navarro
- Director de Antena y Contenidos: Daniel Oliva Martín
- Director de Informativos: Raul Llamas

## Identidad Visual
En sus inicios, RTVCE tenía como logotipo una -Ce- con ondas, y en mayúscula -RTV- en color azul celeste. El jueves 29 de octubre de 2008, en el programa El Paseo y tras casi 9 años, se cambia la imagen corporativa de la cadena. Mucho más moderna, la imagen se representa con un pequeño rectángulo blanco donde se lee -rtv- en color negro y un rectángulo más grande en color blanco donde se lee -ce- en color negro. El 1 de junio de 2020 "La Pública" en su 20 Aniversario cambia su identidad corporativa para lucir una imagen más moderna acorde a los tiempos actuales y lo hace a las 11:00 de la mañana en el programa ALARMA CEUTA. La actual mosca es una versión moderna y estilizada de la primera. CE redondeada y soportada en colores morado-azul. La nueva imagen ya luce desde el mes de junio y se incorpora a todas las emisiones, web, redes sociales, radio, unidades móviles y las propias instalaciones.
RTVCE en el transcurso de estos años ha ido realizando una progresiva puesta en marcha de los nuevos formatos así como la adecuación y sustitución de sistemas obsoletos en cuanto al apartado técnico. 
La programación está basada en contenidos propios que abarcan desde los informativos hasta programas de entretenimiento, culturales, lúdicos y deportivos con especial dedicación a las tradiciones culturales y sociales de la ciudad de Ceuta. Además oferta una programación variada de producción ajena basada en series de dibujos animados o cine así como documentales.

## Ceuta Play
El 1 de diciembre de 2023 se estrena la aplicación para dispositivos inteligentes llamada Ceuta Play disponibles para iOS y Android. En ella se puede acceder al contenido audiovisual de la televisión pública y ver su emisión en directo. De esta forma la televisión pública de Ceuta apuesta por esta forma de conectar de forma más directa con los espectadores.